# トリニティ監督教会 (ヒューストン)

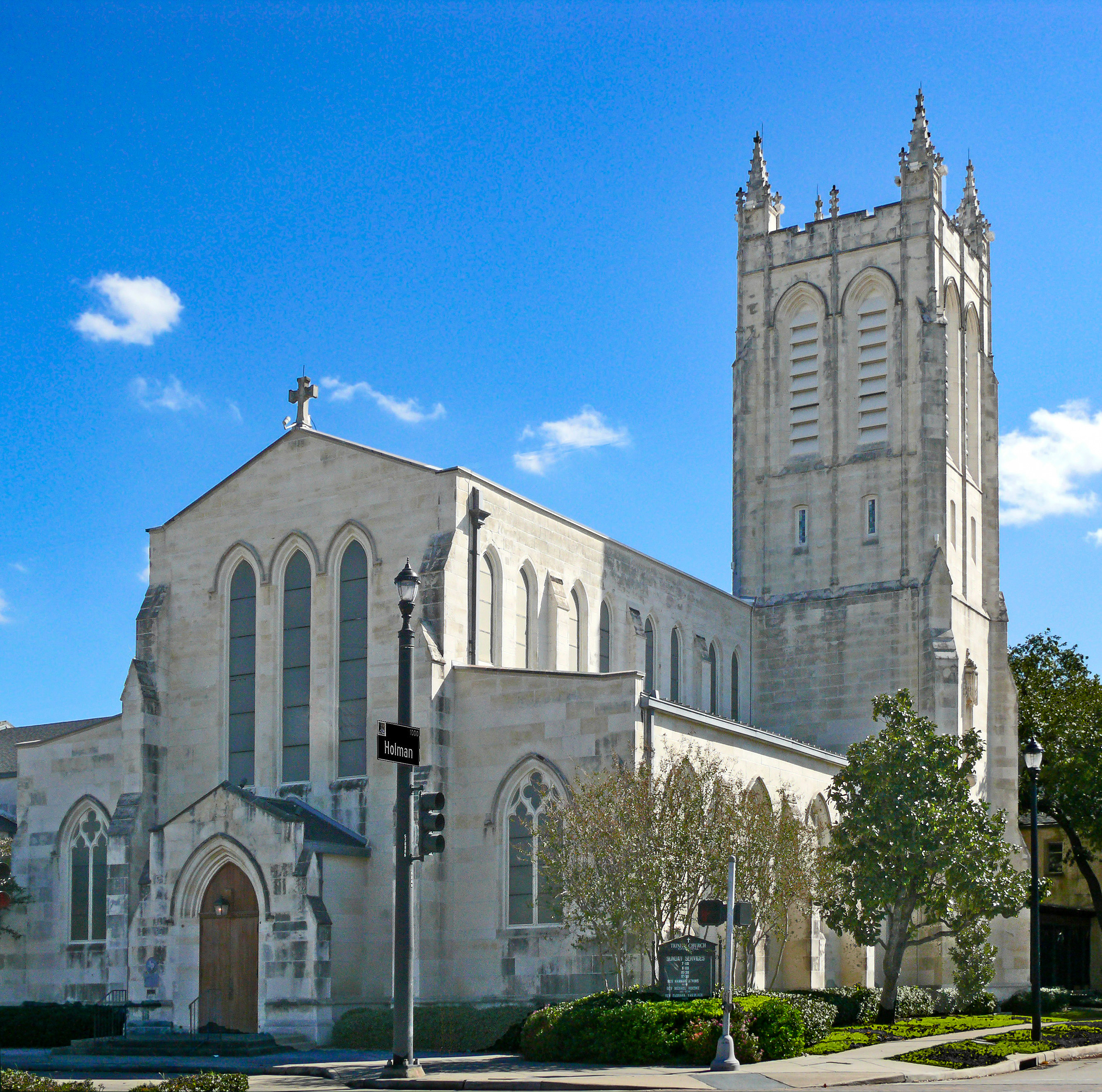
トリニティ監督教会

アメリカ合衆国テキサス州ヒューストンのミッドタウン地区にあるトリニティ監督教会（トリニティかんとくきょうかい、英語：Trinity Episcopal Church）は、米国聖公会テキサス州教区にある小教区教会である。

## 歴史
トリニティ監督教会は、1893年にヒューストンの一地域にあるクライストチャーチ大聖堂からの布教を伝えるために創立され、現在はミッドタウンとして知られる「フェアグラウンド・アディション」と呼ばれている場所にある。ヒューストンでは2番目に古い監督小教区である。かつてトリニティと呼ばれていた小教区は米国聖公会で最も規模の大きい小教区であった。ウォルター・クロンカイトやデントン・クーレイのような名士たちもこの小教区の会員であった。1950年代と1960年代には教区民が郊外に引っ越した影響で会員数が急激に減少したものの、2000年代には会員数が着々と増加している。
トリニティ監督教会所属の5人の教区牧師は米国聖公会の主教職も続けており、別の教区牧師はとある主教座聖堂の首席司祭も務めたことがある。
2007年9月、ハンナ・E・アトキンス牧師が第15代トリニティ監督教会首席司祭に就任した。
1990年、トリニティ監督教会はロード・オブ・ストリート・ミッション（Lord of the Streets Mission）を創設した。これはヒューストンのホームレスのために創設されたテキサス州教区の布教活動である。もはやトリニティ監督教会の主催ではないにもかかわらず、ロード・オブ・ストリート・ミッションはトリニティ監督教会で行われている。

## 教会建築物
1919年からある現在の教会建築物は、ヒューストンのライス大学やヒューストン公共図書館が入るジュリア・アイディソン・ビルディングといった建築物を手がけた著名な建築事務所であるクラム・アンド・ファーガソン建築事務所によりネオ・ゴシック建築様式で建てられている。2002年に改装されたモロー・チャペル（Morrow Chapel）はキム・クラーク・レンテリア、カーミット・オリヴァー、トロイ・ウッズ、シャジア・シカンダル、およびセルヴン・オキーフ・ジャーマンのような芸術家たちが手がけた世界一流のステンドグラス、芸術作品、および礼拝用装身具などで彩られている。1918年のピルヒャー製パイプオルガンを所蔵している教会も最近になって修復された。

## 教会にて
トリニティ監督教会ではあらゆる年齢層に対応する聖職者、宗教上の発展への様々な機会、地域社会の相手に対して理解を求めることなどの多くの教育課程がある。加えて、トリニティ監督教会で開かれる特別な催しには秋に行われる動物感謝祭、冬に行われるジャズフェスティバルなどがある。テゼ共同体伝承の崇拝に限らず、臨時のサンデー・イヴニングコンサートやトリニティ監督教会聖歌隊による終祷が斉唱され、聖歌隊による夕べの祈りのような特別な奉仕などもある。